# Maurice Barrymore
Pour l’article homonyme, voir Barrymore.
Maurice Barrymore, de son vrai nom Herbert Blyth, est un acteur britannique naturalisé américain, né le 21 septembre 1849 à Amritsar (Indes britanniques) et mort le 25 mars 1905 à Amityville (New York).

## Biographie
Beau et élégant, Maurice Barrymore est un homme grand (1,80 mètre) qui plaît énormément aux femmes. Il poursuit des études de droit à l'université de Cambridge pour épouser une carrière d’avocat, mais il est tout de suite intéressé par le théâtre et entre dans le métier de comédien en s’engageant dans une petite troupe qui parcourt les provinces britanniques.
En 1875, il part à la découverte des États-Unis où il rejoint la compagnie d'Augustin Daly à New York pour jouer dans un mélodrame écrit et mis en scène par Daly, puis entre dans la troupe de Helena Modjeska, une des plus grandes comédiennes de son époque. En 1876 il épouse Georgiana Drew. Le couple a eu trois enfants, tous des acteurs connus : Lionel, Ethel et John Barrymore.
Barrymore, touché par la syphilis, devient violent, et le 27 mars 1901, lors d’une représentation d’une pièce de vaudeville au théâtre d’Harlem, il fait une crise de démence grave. Son fils John est obligé de l’interner dans une maison pour aliénés à Amityville, village situé dans le comté de Suffolk, État de New York, où il décède le 25 mars 1905. Il est enterré dans le cimetière de Vernon à Philadelphie.
Maurice Barrymore est l’arrière-grand-père de l'actrice Drew Barrymore.